# Assur
Aššur (tiếng Akkad; tiếng Syriac: ܐܫܘܪ 'Āšūr; tiếng Ba Tư: آشور: Āšūr; tiếng Hebrew: אַשּׁוּר Aššûr, tiếng Ả Rập: اشور: Āšūr, tiếng Kurd: Asûr), còn gọi là Ashur và Qal'at Sherqat, từng là một thành phố của Assyria, thủ đô của Đế quốc Cổ Assyria (2025–1750 BC), Đế quốc Trung Assyria (1365–1050 BC), và trong một thời gian Đế quốc Tân Assyria (911–608 BC). Di tích của thành phố nằm bên bờ tây của sông Tigris, phía bắc của nơi hợp lưu với sông Tiểu Zab, ở Iraq hiện đại, chính xác hơn là ở huyện Al-Shirqat của tỉnh Saladin.
Thành phố là một điểm dân cư trong chừng 4000 nằm liên tục, có niên đại từ khoảng giữa thiên niên kỷ 3 TCN (khoảng 2600 TCN) đến giữa thế kỷ 14, khi người Assyria bản địa bị quân của Timur tàn sát. Đây là một di sản thế giới, nằm trong danh sách bị đe dọa từ năm 2003. Nó nằm cách Nimrud 65 km (40 mi) về phía nam và cách Nineveh 100 km (60 mi) cũng về phía nam.